# Senegal na Letnich Igrzyskach Olimpijskich 1984
Senegal na Letnich Igrzyskach Olimpijskich 1984 reprezentowało 24 zawodników (23 mężczyzn i 1 kobieta). Był to 6 start reprezentacji Senegalu na letnich igrzyskach olimpijskich.
Najmłodszym zawodnikiem w reprezentacji był 19-letni sprinter, Charles-Louis Seck, zaś najstarszym był strzelec, 46-letni Momadou Sow.